# 미얀마의 화산 목록
다음은 미얀마의 화산 목록이다.
| 이름            | 영어명         | 해발고도   | 위치                                                | 마지막 분화           |
| 친드윈 하류지대 | Lower Chindwin | 385m       | 북위 22° 17′ 동경 95° 06′ / 북위 22.28° 동경 95.10° | 홀로세                |
| 포파산          | Mount Popa     | 1518m      | 북위 20° 55′ 동경 95° 15′ / 북위 20.92° 동경 95.25° | 홀로세                |
| 싱구 평원       | SIngu Plateau  | 507m       | 북위 22° 42′ 동경 95° 59′ / 북위 22.70° 동경 95.98° | 홀로세                |
| 타웅톤톤 화산   | Taungthonton   | 1700m 이상 | 북위 24° 58′ 동경 95° 48′ / 북위 24.96° 동경 95.80° | 연대불명              |
| 나묭 화산       | Namyong        | 508m       | 북위 25° 41′ 동경 96° 26′ / 북위 25.68° 동경 96.43° | 플리오세~플라이스토세 |

## 같이 보기
- 화산 목록
- 미얀마의 산 목록